# Hechtia capituligera
Hechtia capituligera är en gräsväxtart som beskrevs av Carl Christian Mez. Hechtia capituligera ingår i släktet Hechtia och familjen Bromeliaceae. Inga underarter finns listade i Catalogue of Life.